# Trèvezel
Le Trèvezel est une  rivière du sud de la France qui coule dans les départements du Gard et de l'Aveyron. C'est un affluent de la Dourbie en rive droite, donc un sous-affluent de la Garonne par la Dourbie, puis le Tarn.

## Géographie
Il prend sa source dans les Cévennes, près du Mont Aigoual, dans le département du Gard, à l'ouest du col de l'Espérou, sur la commune de Valleraugue, à l'altitude 1 250 mètres et se jette en rive droite dans la Dourbie, en aval de Nant, au lieu-dit Cantobre, dans le département de l'Aveyron.

## Départements et communes traversés
- Gard : Causse-Bégon, Dourbies, Lanuéjols et Saint-Sauveur-Camprieu et Trèves.
- Aveyron : Nant

## Principaux affluents
- le Bonheur ou le Bramabiau voir Abîme de Bramabiau : 11,2 km
- Ruisseau de la Foux : 2,8 km
- Valat de la Cabane : 2,4 km
- Valat de Cabridet : 2,4 km
- Valat de Mont Fleuri : 2,3 km

Valat de Long-Bedel : 3,5 km

## Hydrologie
Le Trèvezel est une rivière cévenole; elle est donc très abondante, comme tous les cours d'eau issus de la région des Cévennes. Son débit a été observé sur une période de 39 ans (1925-1963), à Trèves, localité du département du Gard située à une dizaine de kilomètres de son confluent avec la Dourbie (voir note). La surface observée y est de 57 km2 soit plus de 80 % de la totalité du bassin versant de la rivière.
Le module de la rivière à Trèves est de 1,62 m3/s.
Le Trèvezel présente les fluctuations saisonnières caractéristiques des cours d'eau cévenols, avec des hautes eaux se déroulant de la fin de l'automne jusqu'au printemps, portant le débit mensuel moyen à un niveau situé entre 1,73 et 3,05 m3/s, de novembre à mai inclus. On distingue deux maxima. Le premier se déroule en automne et culmine en décembre avec 3,05 m3/s. En hiver les débits diminuent et l'on assiste à un premier petit étiage (avec un minimum de 1,77 en février). Le deuxième pic a lieu en mars et en avril (respectivement 2,78 et 2,60 m3/s). En juin le débit chute très brusquement, ce qui mène aux basses eaux d'été, de juillet à septembre, avec une baisse du débit moyen mensuel jusqu'au plancher de 0,221 m3/s au mois d'août. Bien sûr, les fluctuations sont bien plus prononcées sur de courtes périodes, et aussi d'après les années.
À l'étiage, le VCN3 peut chuter jusque 0,042 m3/s, en cas de période quinquennale sèche, soit 42 litres par seconde, ce qui est moyennement sévère pour une rivière de cette importance.
Les crues peuvent être très importantes proportionnellement à la taille réduite du bassin versant. La série des QIX n'a pas été calculée, mais la série des QJX l'a bien été. Les QJX 2 et QJX 5 valent respectivement 30 et 45 m3/s. Le QJ 10 ou débit journalier calculé de crue décennale est de 55 m3/s, le QJX 20 de 64 m3/s, tandis que le QJX 50 se monte à 77 m3/s.
Le débit journalier maximal enregistré à Trèves durant cette période, a été de 70,5 m3/s le 12 décembre 1938. En comparant cette valeur à l'échelle des QJ de la rivière, l'on constate que cette crue était presque d'ordre cinquantennal et donc assez exceptionnelle.
Le Trèvezel est une rivière très abondante, alimentée par les précipitations cévenoles parfois impressionnantes. La lame d'eau écoulée dans son bassin versant est de 902 millimètres annuellement, ce qui est très élevé, près de trois fois supérieur à la moyenne d'ensemble de la France (320 millimètres), mais aussi largement supérieur à la moyenne du bassin du Tarn (478 millimètres) et de la Garonne (384 millimètres). Le débit spécifique de la rivière (ou Qsp) atteint 28,5 litres par seconde et par kilomètre carré de bassin.